# Clube Operário Desportivo
Maillots
Le Clube Operário Desportivo est un club de football portugais basé à Lagoa dans l'île de São Miguel faisant partie de l'archipel des Açores. 

## Histoire
Fondé en 1948, le CD Operário évolue durant un long moment dans les championnats régionaux. Cependant le club parvient à faire une apparition durant la saison 1974-75, en troisième division mais repart finalement à nouveau en district. La saison 1991-92 marque le grand retour du club en quatrième division cette fois-ci, en détenant une dixième place au classement.
Depuis le club parvient à se maintenir dans sa division, et à la suite de la création de la série Açores durant la saison 1995-96, le club fait partie d'un des meilleurs clubs de sa série. Une troisième place, puis une sixième place, la saison 1997-98 marque la première place du club donnant ainsi accès à la troisième division nationale. Le CD Operário dispute depuis la troisième division et parvient à se maintenir de nombreuses saisons, sans s'y imposer. Le club connait un petit coup de moins bien puisque le club redescend dans la division inférieure en finissant dix-septième durant la saison 2002-03.
Sans perdre trop de temps, les rouges et blancs parviennent très rapidement à remonter en troisième division. Depuis le club connait ainsi ses plus belles années de son histoire, avec une quatrième place pendant la saison 2005-06 mais surtout une deuxième place deux saisons consécutives (2006-07 et 2007-08). À ce jour le club dispute toujours la troisième division, et obtient à nouveau une belle troisième place durant la saison 2011-12.

## Joueurs emblématiques
| - Edson - Pedro Pacheco - João Vicente - Mezenga | - Vladimir - Miguel Lopes - Pauleta - Vado |

## Palmarès
| Compétitions nationales | Compétitions régionales |
| --- | ----------------------- |
| - Championnat du Portugal D3 (0) - Meilleure performance : 2e (2006-07, 2007-08) - Championnat du Portugal D4 (1) - Champion : 2003-04 (série Açores) - Coupe du Portugal (0) - Meilleure performance : 1/16 finale (1993-94) | Vierge                  |